# Mouhamed Gueye
Mouhamed Gueye (Dakar, 9 novembre 2002) è un cestista senegalese, professionista nella NBA con gli Atlanta Hawks.

## Carriera
Dopo aver trascorso due stagioni con i Washington State Cougars, nel 2023 si dichiara per il Draft NBA, in cui viene selezionato con la trentanovesima scelta assoluta dagli Charlotte Hornets, che lo cedono subito agli Atlanta Hawks.

## Statistiche

### College
| Anno      | Squadra           | PG | PT | MP   | TC%  | 3P%  | TL%  | RP  | AP  | PRP | SP  | PP   |
| --------- | ----------------- | -- | -- | ---- | ---- | ---- | ---- | --- | --- | --- | --- | ---- |
| 2021-2022 | Wash. St. Cougars | 35 | 33 | 21,9 | 49,1 | 28,0 | 49,3 | 5,2 | 0,5 | 0,8 | 0,9 | 7,4  |
| 2022-2023 | Wash. St. Cougars | 33 | 33 | 32,1 | 48,8 | 27,5 | 67,4 | 8,4 | 1,9 | 0,8 | 0,8 | 14,3 |
| Carriera  | Carriera          | 68 | 66 | 26,9 | 48,9 | 27,7 | 61,3 | 6,7 | 1,2 | 0,8 | 0,9 | 10,7 |

### NBA

#### Regular Season
| Anno      | Squadra       | PG | PT | MP   | TC%  | 3P%  | TL%  | RP  | AP  | PRP | SP  | PP  |
| --------- | ------------- | -- | -- | ---- | ---- | ---- | ---- | --- | --- | --- | --- | --- |
| 2023-2024 | Atlanta Hawks | 6  | 0  | 12,2 | 34,8 | 33,3 | 83,3 | 3,7 | 0,7 | 0,8 | 0,7 | 4,0 |
| 2024-2025 | Atlanta Hawks | 33 | 28 | 16,2 | 42,1 | 25,9 | 76,2 | 4,2 | 0,8 | 0,8 | 1,0 | 6,0 |
| Carriera  | Carriera      | 39 | 28 | 15,5 | 41,2 | 26,7 | 77,1 | 4,1 | 0,8 | 0,8 | 0,9 | 5,7 |

### G League
| Anno      | Squadra       | PG | PT | MP   | TC%  | 3P%  | TL%  | RP  | AP  | PRP | SP  | PP   |
| --------- | ------------- | -- | -- | ---- | ---- | ---- | ---- | --- | --- | --- | --- | ---- |
| 2023-2024 | C.P. Skyhawks | 4  | 2  | 16,5 | 48,5 | 12,5 | 0,0  | 5,3 | 1,0 | 1,8 | 1,3 | 8,3  |
| 2024-2025 | C.P. Skyhawks | 24 | 22 | 28,2 | 47,3 | 39,5 | 64,7 | 9,0 | 1,6 | 1,3 | 0,8 | 11,9 |
| Carriera  | Carriera      | 28 | 24 | 26,5 | 47,5 | 37,2 | 62,9 | 8,5 | 1,5 | 1,3 | 0,8 | 11,4 |